# Le Bandundu Water Jazz Band
Pour les articles homonymes, voir Bandundu.
Le Bandundu Water Jazz Band est une œuvre du sculpteur belge Tom Frantzen, installée en 2005 à Tervuren, dans la province belge du Brabant flamand.

## Localisation
L'œuvre se situe dans le giratoire situé à la jonction de l'avenue de Tervueren et de la chaussée de Louvain, à Tervuren, face au Palais des Colonies.

## Description
Au cœur d'un bassin circulaire, l'artiste a créé une fontaine sous la forme d'un orchestre de jazz composé d'animaux aquatiques africains en bronze, qui semblent sortis du musée tout proche : sur trois plateaux circulaires symbolisant des feuilles de nénuphars, des grenouilles jouent de l'accordéon et de la trompette, des crocodiles de la contrebasse et du tambour et un hippopotame du tuba,, en compagnie d'un lézard et d'un pélican. L'ensemble des cercles formés par la pelouse, le bassin délimité par un anneau de béton, les remous circulaires des jets d'eau et les plateaux évoquent des disques tournant sur un gramophone.
En hiver, par grand froid, la fontaine figée dans la glace offre des images spectaculaires.